# 교도작업
교도작업(矯導作業, 영어: penal labour/labor)은 교도소등 교정기관에서 복역하는 수형자에게 부과하는 강제노동이다. 징병제에서 병역의무부과와 함께 ILO가 인정한 국제법상으로도 합법적인 강제노동이다.

## 교도작업의 대상이 되는 수형자

### 강제적으로 교도작업이 부과되는 수형자
- 징역형을 선고받고 복역하는 수형자
- 노역장유치를 선고받고 복역하는 수형자

### 지원신청을 받아서 교도작업이 부과되는 수형자
- 금고형을 선고받고 복역하는 수형자
- 구류형을 선고받고 복역하는 수형자

## 교도작업의 목적
- 형벌
- 자급자족
- 교육
- 보안
- 건강

## 교도작업의 방식
- 임대방식 : 수형자를 외부 민간기업주에게 임대하여 교도작업하게 하는 방식.
- 도급방식 : 수형자의 노동력만 제공할 뿐 계호, 급식, 작업지휘는 계속 교도소에서 담당하여 민간기업주가 그 작업에 관련된 기계, 기술, 재료를 제공하는 방식.
- 단가방식 : 교도소측에서 제품생산의 전과정을 담당하고 다만 제품의 단위당 가격만 민간기업주로부터 납입받는 방식.
- 공기업방식 : 교도소가 자체의 기업성 계산에 의거하여 제품종목의 선택 및 생산판매를 모두 담당하는 방식.
- 관용방식 : 교도소의 모든 제품을 국가기관 , 공공단체 등에서 소비하게 하는 방식.
- 공공사업담당방식 : 수형자를 도로공사, 하천제방, 공공건물개축 등에 동원하여 교도작업하게 하는 방식.

## 교도작업의 종류
- 성격에 따라 : 일반작업, 청원작업
- 작업목적에 따라 : 생산작업, 직업훈련작업
- 경영방식에 따라 : 직영방식, 노무방식, 위탁방식, 도급방식
- 장소에 따라 : 구내작업,구외작업(통근작업,외박작업)
- 작업내용에 따라 : 농경작업, 개간작업, 건축작업